# Greene, New York
Greene är en ort i Chenango County i delstaten New York, USA.